# NGC 7558
NGC 7558 (również PGC 70844 lub HCG 93E) – galaktyka soczewkowata znajdująca się w gwiazdozbiorze Pegaza. Odkrył ją Albert Marth 3 listopada 1864 roku. Należy do zwartej grupy galaktyk Hickson 93 (HCG 93).